# Epopterus testudinarius
Epopterus testudinarius es una especie de coleóptero de la familia Endomychidae.

## Distribución geográfica
Habita en el Amazonas (Perú).